# Juan Martínez de Azcárate
Juan Martínez de Azcárate fue uno de los primeros regidores de la villa de Vergara, en Guipúzcoa, en el Reino de Castilla a finales del siglo XIV. Fue alcalde de la villa durante el reinado de Enrique III de Castilla (1390-1406).

## Origen y linaje
Juan Martínez de Azcárate provenía de un linaje navarro de origen primitivo en la villa de Leiza, dentro del partido judicial de Pamplona, de donde se trasladó la familia Azcárate desde el pueblo de Ascarat, en la Baja Navarra (Francia). Otras investigaciones sugieren que su linaje puede proceder del lugar de Azcárate, en el ayuntamiento de Araiz y también parte del partido judicial de Pamplona.
La familia Azcárate fue una de las familias notables de la región, con varios miembros ocupando cargos públicos en el Reino de Castilla. El nombre de Azcárate se encuentra en los registros históricos de Navarra, y su linaje tuvo influencia en Guipúzcoa, donde Juan Martínez de Azcárate ejerció como alcalde en un momento de fortalecimiento de las instituciones castellanas en la región.

## Legado y cargos
Durante su mandato como alcalde y regidor, Juan Martínez de Azcárate contribuyó a la consolidación de la administración castellana en Vergara y la organización de los territorios guipuzcoanos bajo la autoridad del rey Enrique III de Castilla. Su cargo en el gobierno municipal de Vergara lo convierte en una figura relevante en el fortalecimiento de las estructuras políticas locales del periodo.